# Historia de Malaui

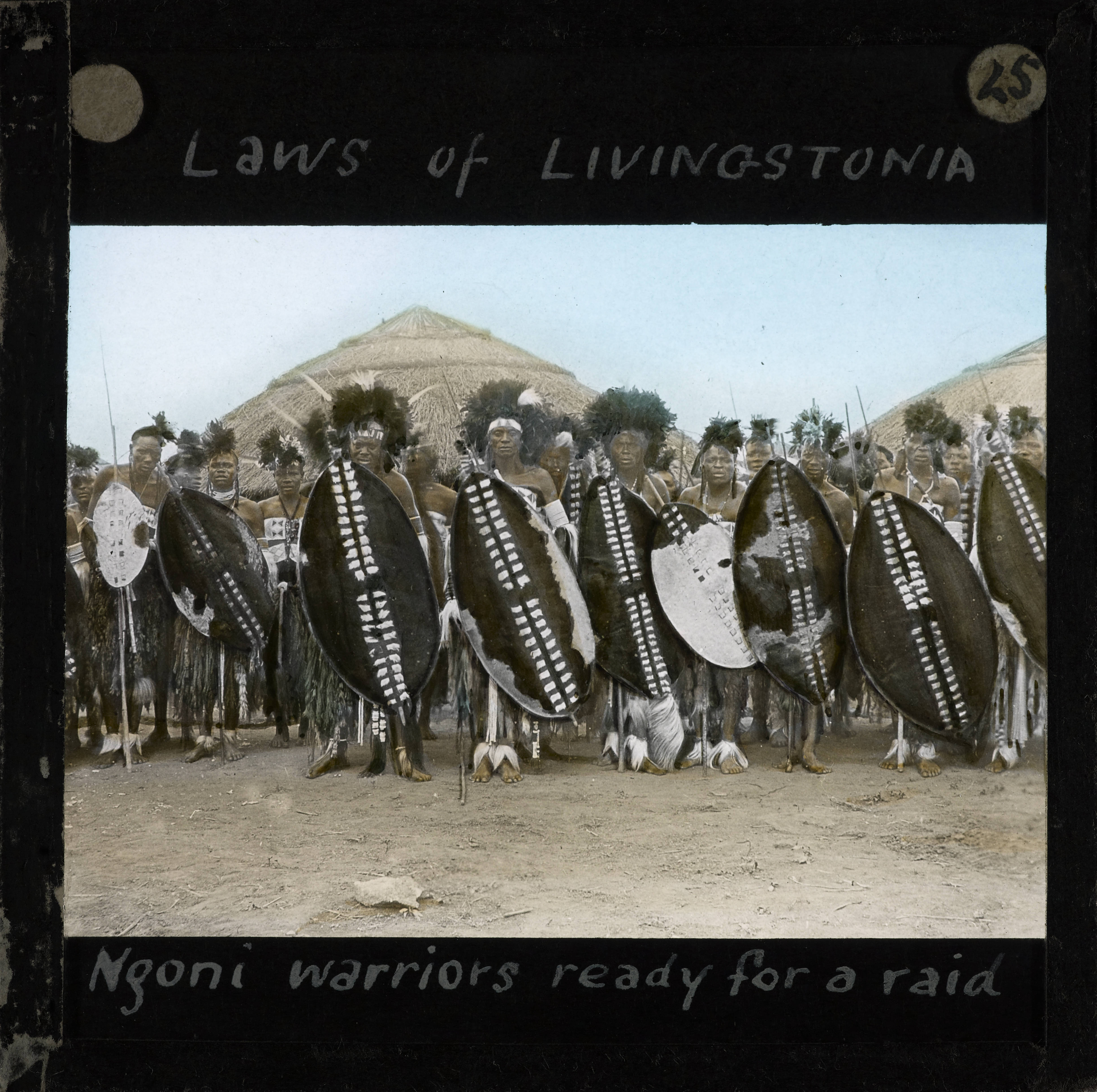
Guerreros Ngoni preparados para un asalto. Malaui, [s.d.] Fotografía de un grupo de guerreros Ngoni.

Malaui ha estado poblado durante milenios sobre todo cerca de lago Malaui donde se han encontrado restos de la Edad de Piedra y la de Hierro. Restos de homínidos y de utensilios de piedra se han encontrado en Malaui que datan más de un millón de años, el humano se asentó en las orillas del lago Malaui hace 50 000 o 60 000 años. Los restos humanos data de 8000 a. C. que mostraban características físicas parecidas a las poblaciones actuales del Cuerno de África. En otro yacimiento, de 1500 a. C., los restos poseen características parecidas a las de los bosquimanos.
Los primeros migraciones bantúes se produjeron en el primer milenio d. C., posteriormente se formaría el reino llamado Maravi, "luz reflejada" lo que quizás se refería a que estaba situado a orillas del lago Malaui
Misioneros portugueses alcanzaron el área en el siglo XVI, pero el primer occidental importante en explorar la zona, sobre todo las orillas del lago Malaui fue David Livingstone.

## Protectorado Británico
A continuación, misioneros escoceses de la Iglesia presbiteriana establecieron misiones por el país. Uno de sus objetivos era acabar con el tráfico de esclavos con el Golfo Pérsico que continuo hasta el fin del siglo diecinueve. En 1878, un número de comerciantes, sobre todo de Glasgow, formaron la African Lakes Company para abastecer de productos y servicios a los misioneros. Otros misioneros, comerciantes, cazadores y agricultores los siguieron pronto.
En 1883, un cónsul del gobierno británico fue acreditado frente a los "Reyes y Jefes de África Central" y en 1891, los Británico establecieron el protectorado de Nyasaland (Nyasa es la palabra Chichewa para "lago" también se conocía como Protectorado Británico de África Central durante varios años hasta la entrada del nuevo siglo). Aunque los británicos mantuvieron el control hasta 1964, este periodo estuvo marcado por varios intentos fallidos de los malauíes de obtener su independencia. Una creciente elite africana, educada en Europa, era cada vez más activa primero a través de asociaciones, y después de 1944, a través del Nysaland African Congress (Congreso Africano de Nysaland).
Durante los años 1950, la presión para la independencia se incrementó cuando en 1953 Nysaland se unión con Rodesia del Sur y del Norte para formar la Federación de Rodesia y Nyasalandia. En julio de 1958, el doctor Hastings Kamuzu Banda regresó al país después de una larga ausencia den los Estados Unidos donde se sacó la carrera de medicina en el Meharry Medical College de Nashville, Tennessee en 1937, el Reino Unido (donde ejerció como médico) y Ghana. Él asumió el liderazgo de NAC, que más tarde se convertiría en el Malawi Congress Party Partido del Congreso de Malaui (MCP). En 1959, Banda fue recluido en la cárcel de Gwelo por sus actividades políticas pero fue liberado en 1960 para participar en la conferencia constitucional de Londres.
El 15 de abril de 1961 el MCP ganó por una aplastante mayoría las elecciones para el consejo legislativo. También ganó un importante papel en el consejo ejecutivo y dirigió Nysaland en. En una segunda conferencia en noviembre de 1962, el gobierno británico acuerdo dar a Nysaland el estatus de autogobierno para el año siguiente.
Hastings Kamuzu Banda fue nombrado primer ministro el 1 de febrero de 1963, aunque los británicos todavía controlaban los sistemas financieros, judicial y de seguridad de Malaui. Una nueva constitución entró en vigor el mayo de 1963, concediendo virtualmente total independencia interna.

## Independencia
La Federación de Rodesia y Nyasalandia fue disuelta el 31 de diciembre en 1963 y Malaui llegó a ser un miembro plenamente independiente dentro de la Mancomunidad de Naciones el 6 de julio en 1964. Dos años más tarde, Malaui adoptó una constitución republicana y se convirtió en un estado de un solo partido con Dr. Banda como su primer presidente. 
Desde su nombramiento, Banda mantuvo muy estrechas relaciones con los gobiernos racistas de Sudáfrica y Zimbabue, colaborando estrechamente con los portugueses en la represión de los movimientos independentistas, y tras la independencia de Mozambique, en 1975, ayudando a los grupos rebeldes de la Resistencia Nacional de Mozambique (RENAMO), financiado por los gobiernos blancos de Zimbabue y Sudáfrica, en su enfrentamiento armado contra el ejército del gobierno del Frente de Liberación de Mozambique (FRELIMO).
En 1970 Dr. Banda se declaró presidente vitalicio del MCP, y en 1971 Banda consolidó su poder y se nombró también presidente de Malaui de por vida. El ala paramilitar del partido, los "jóvenes pioneros" ayudaron a mantener a Malaui bajo su control autoritario hasta los años 1990. El incremento del descontento interno y la presión de las iglesias de Malaui y de la comunidad internacional condujo a un referéndum en la que los malauíes decidieron por una democracia multipartidistas abrumadoramente el 14 de junio de 1993. El 17 de mayo de 1994 eligieron en unas elecciones libres bajo una constitución provisional.
Bakili Muluzi, líder del United Democratic Front (UDF, Frente Democrático Unido), fue elegido en estas elecciones. El UDF ganó 82 de los 177 asiento en la asamblea nacional y formó una coalición gubernamental con la Allience for Democracy (AFORD) Alianza para la democracia. Esta coalición fue legalizada en junio de 1996, pero algunos de sus miembros en el gobierno. El presidente que recibe también el grado de doctor, debido a que se doctoró en la Licoln University en Misuri en 1995. La nueva constitución de 1995 elimina los poderes reservados para el partido de congreso de Malaui. La liberalización económica y estructural acompañó también a la tasación política.
El 15 de junio de 1999, Malaui celebró sus segundas elecciones libres. Dr. Bakili Muluzi fue reelegido para otro periodo, a pesar de la alianza MCP-AFORD que se presentó como lista conjunta frente al UDF

## SigloXXI
En octubre de 2001, la UDF tiene 96 asientos en la asamblea nacional, mientras la AFORD mantiene 30, y la MCP tiene 61. Seis asientos son ocupados por independientes que represente la Alianza Democrática Nacional (NDA), el grupo de oposición. El NDA no es reconocido como partido político oficialmente ahora. La asamblea nacional tiene 193 miembros, de los cuales 17 son mujeres, incluyendo uno de los portavoces.
Malaui vio su primera transición entre presidentes elegidos democráticamente en mayo de 2004, cuando el candidato presidencial Bingu wa Mutharika fue derrotado por el candidato del MCP John Tembo y Gwanda Chakuamba, que fue respaldo por los partidos de oficiales. El UDF, sin embargo, no ganó la mayoría de los asientos del parlamento, como sucedió en las elecciones entre 1994 y 1999. A través de la negociación del Bakili Muluzi, el antiguo presidente y presidente del partido, se consiguió una mayoría para formar con toda la oposición. El presidente Bingu wa Mutharika abandono el partido UDF el 5 de febrero de 2005 citando diferencias con la UDF, particularmente sobre la campaña anticorrupción. Ganó un segundo mandato en las elecciones de 2009 como líder de un partido recién fundado, el Partido Demócrata Progresista. En abril de 2012, Mutharika murió de un infarto; el título presidencial pasó a manos de la vicepresidenta Joyce Banda. En las elecciones generales de Malaui de 2014, Joyce Banda perdió (quedó en tercer lugar) y fue reemplazada por Peter Mutharika, el hermano del expresidente Mutharika. En 2019, el presidente de las elecciones generales de Malaui, Peter Mutharika, obtuvo una estrecha victoria electoral y fue reelegido. En febrero de 2020, el Tribunal Constitucional de Malaui anuló el resultado debido a irregularidades y fraude generalizado. En mayo de 2020, el Tribunal Supremo de Malaui confirmó la decisión y anunció que se celebrarían nuevas elecciones el 2 de julio. Esta fue la primera vez que se impugnó legalmente una elección. El líder de la oposición, Lazarus Chakwera, ganó las elecciones presidenciales de Malaui de 2020 y prestó juramento como nuevo presidente de Malaui. En agosto de 2021, el Tribunal Constitucional examina un recurso presentado por el Partido del Progreso Democrático de Peter Mutharika. Pide la cancelación de las elecciones presidenciales de 2020 porque a cuatro de sus representantes se les prohibió formar parte de la Comisión Electoral. Sin embargo, la impugnación de las elecciones presidenciales de Malaui de 2020, presentada por el opositor Partido del Progreso Democrático, fue desestimada por el tribunal constitucional del país en noviembre de 2021.